# 罗歇·凯卢瓦奖
罗歇·凯卢瓦奖（法語：Prix Roger-Caillois）是一项于1991年由法国笔会俱乐部、拉丁美洲之家、罗歇·凯卢瓦读者之友协会合作设立的年度文学奖，它以法国著名社会学家罗歇·凯卢瓦命名，该奖项分别授予拉丁美洲和法语作家。2007年增设了随笔奖。

## 获奖名单

### 拉丁美洲作家奖
- 1991: 何塞·多诺索
- 1993: 阿尔瓦罗·穆蒂斯
- 1995: 阿道夫·比奥伊·卡萨雷斯
- 1997: 霍梅罗·阿里迪斯（英语：Homero_Aridjis）
- 1999: 阿罗多·德·坎波斯（英语：Haroldo_de_Campos）
- 2001: 布兰卡·瓦雷拉（英语：Blanca_Varela）
- 2002: 马里奥·巴尔加斯·略萨
- 2003: 卡洛斯·富恩特斯
- 2004: 阿尔维托·曼古埃尔
- 2006: 塞尔吉奥·皮托尔（英语：Sergio_Pitol）
- 2007: 艾伦·保斯（英语：Alan_Pauls）
- 2008: 里卡多·皮里亚（英语：Ricardo_Piglia）
- 2009: 罗贝托·波拉尼奥
- 2010: 埃尔莎·克罗斯（英语：Elsa_Cross）
- 2011: 莱昂纳多·帕杜拉
- 2012: 胡安·加夫列尔·巴斯克斯
- 2013: 克里斯蒂娜·里维拉·加尔萨（英语：Cristina_Rivera_Garza）
- 2014: 塞萨·埃拉
- 2015: 爱德华多·哈芬（英语：Eduardo_Halfon）
- 2016: 奇科・布尔克（英语：Chico_Buarque）
- 2017：罗德里戈·费雷桑（英语：Rodrigo_Fresán）
- 2018：米尔顿·哈图姆（英语：Milton_Hatoum）
- 2019：法比奧·莫拉比托（英语：Fabio_Morábito）

### 法语作家奖
- 1991: 爱德华·格里桑（英语：Édouard_Glissant）
- 1992: 让-玛丽·勒·西达纳（法语：Jean-Marie_Le_Sidaner）
- 1994: 皮埃尔·加斯卡（英语：Pierre_Gascar）
- 1996: 吉尔斯·拉普格（英语：Gilles_Lapouge）
- 1998: 肯尼斯·怀特（英语：Kenneth_White）
- 1999: 阿兰·朱弗罗（英语：Alain_Jouffroy）
- 2000: 程抱一
- 2001: 迈克尔·沃尔德伯格（法语：Michel_Waldberg）
- 2002: 杰拉德·梅塞（英语：Gérard_Macé）
- 2003: 蒲德侯（英语：Jean_Bottéro）
- 2004: 米歇尔·布劳多（英语：Michel_Braudeau）
- 2007: 埃里克·切维拉德（英语：Éric_Chevillard）
- 2008: 罗杰·格雷尼尔（英语：Roger_Grenier）
- 2009: 皮埃尔·贝尔古尼乌（英语：Pierre_Bergounioux）
- 2010: 弗朗索瓦·马斯佩罗（英语：François_Maspero）
- 2011: 皮埃尔·帕切特（法语：Pierre_Pachet）
- 2012: 克里斯蒂安·加辛（法语：Christian_Garcin）
- 2013: 马塞尔·科恩（英语：Marcel_Cohen）
- 2014: 尚塔尔·托马斯（英语：Chantal_Thomas）
- 2015: 让-保罗·伊奥米-阿穆纳特吉（法语：Jean-Paul_Iommi-Amunategui）
- 2016: 雷吉斯·德布雷

### 随笔奖
- 2007: Maurice Olender
- 2008: Serge Gruzinski
- 2009: Paul Veyne
- 2010: Jacqueline Risset
- 2011: Jean-Pierre Dupuy
- 2012: Michel Pastoureau
- 2013: Régis Boyer
- 2014: Jean-Yves Jouannais
- 2015: Jean-Paul Demoule
- 2016: Alain Corbin

## 外部連結
- Prix Roger Caillois 2015 （页面存档备份，存于）
- Site （页面存档备份，存于） of the Maison de l'Amérique latine